# Eccomi/Domenica sera
Eccomi/Domenica sera è il 111° singolo di Mina, pubblicato a novembre del 1972 su vinile a 45 giri dall'etichetta privata dell'artista PDU e distribuito dalla EMI Italiana.

## Descrizione
Il singolo ha ottenuto un buon successo, rimanendo in classifica da inizio anno a fine marzo tra l'ottava e la decima posizione, periodo in cui al massimo raggiunge il quinto posto. Alla fine risulterà il 23° singolo più venduto del 1973.

## Eccomi
Non va confusa con il ben più famoso brano con lo stesso titolo, pubblicato nel 1967, e scritto da due degli autori preferiti di Mina: il paroliere Giorgio Calabrese e il musicista Carlo Alberto Rossi.
Anche se entrambe le canzoni hanno avuto la sorte comune di rimanere inedite su album ufficiali, quella del 1967 non è mai stata pubblicata neppure su 45 giri e compare, unica volta in tutta la discografia, solo nella raccolta Mina Gold 2 del 1999.
Al contrario, l'edizione in questo singolo, con musica di Dario Baldan Bembo e testo di Paolo Limiti, è stata inserita già nel 1973 nell'antologia, più volte ristampata, Del mio meglio n. 2 e fa parte della seconda delle popolari Platinum Collection dedicate all'artista, pubblicata nel 2006.
Arrangiamento e direzione d'orchestra: Alberto Baldan Bembo.

## Domenica sera
Canzone che anticipa l'album Frutta e verdura dell'anno successivo.
Composta da Corrado Castellari con testo di Stefano Scandolara, sarà incisa da Mina in diverse lingue, nel
- 1973, testo in tedesco di Bert Olden e titolo Die Liebe am Sonntag, per l'album Heisser Sand (1996)
- 1975, testo in spagnolo di Doris Band e intitolata Domingo a la noche, nell'LP Mina canta en español (1975) destinato esclusivamente al mercato dei paesi latini (brano ancora inedito su CD).

Esiste un video del 1974 destinato al mercato estero, in cui Mina canta il brano vestita in smoking sul set dello show televisivo Milleluci; una rarità comparsa in Italia solo molti anni dopo.
 Domingo a la noche, su YouTube. URL consultato il 13 febbraio 2018.
- 1978, testo in inglese di Norman Newell e titolo Don't Ask Me To Love You, in I Am Mina del 2011.

Arrangiamento e direzione d'orchestra: Pino Presti.
Tecnico del suono in entrambi i brani: Nuccio Rinaldis.

## Tracce
Lato A
1. Eccomi – 3:30 (testo: Paolo Limiti – musica: Dario Baldan Bembo; edizioni musicali PDU/Come il vento)

Lato B
1. Domenica sera – 3:20 (testo: Stefano Scandolara – musica: Corrado Castellari; edizioni musicali PDU/VDP)